# ニューヨーク大学スクール・オブ・ロー
ニューヨーク大学スクール・オブ・ロー（ニューヨークだいがくロー・スクール、英語: New York University School of Law、略称NYU Law）は、ニューヨーク州ニューヨーク市にあるニューヨーク大学のロー・スクールである。ハーバード、イェール、スタンフォード、シカゴ、コロンビアと共にアメリカ合衆国のトップロースクールの一つ。

## 概要

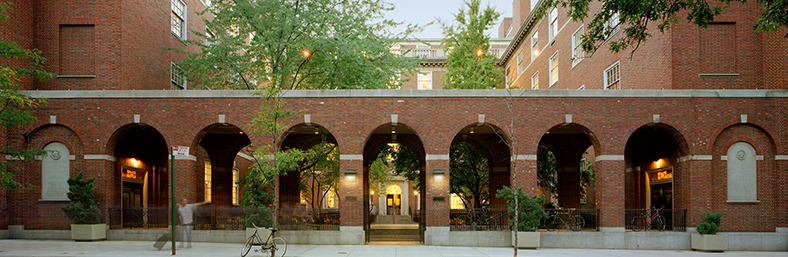
Vanderbilt Hall

1835年に設立（ハーバード・ロー・スクールに次ぎ、全米で2番目に古いロースクール）。T14 (学校)を構成するアメリカ合衆国の法科大学院。2009年時点のUS News & World Reportによる全米法科大学院ランキングでは5位に位置している。以前のニューヨーク市長であり、ラガーディア空港の名前の由来となったフィオレロ・ラガーディアが卒業したことでも有名。

## 出身者
- アンドリュー・ラマー・アレクサンダー - アメリカ合衆国教育長官、テネシー州知事
- サミュエル・ティルデン - ニューヨーク州知事
- フィオレロ・ラガーディア - ニューヨーク市長
- エド・コッチ - ニューヨーク市長
- ルドルフ・ジュリアーニ - ニューヨーク市長
- ジェイコブ・ジャヴィッツ - アメリカ合衆国上院議員、ニューヨーク州司法長官
- ジョン・F・ケネディ・ジュニア - 弁護士
- ギャリー・ベットマン - ナショナルホッケーリーグコミッショナー
- ミッチェル・ジェンキンズ - アメリカ合衆国下院議員
- マーク・E・プラット - 映画プロデューサー
- ピーター・グーバー - 映画プロデューサー、ロサンゼルス・ドジャース・オーナー
- グレン・グリーンウォルド - ジャーナリスト、ザ・インターセプト創立編集者
- エリフ・ルート - アメリカ合衆国国務長官、ノーベル平和賞受賞
- ハーバート・ケレハー - サウスウエスト航空設立者・最高経営責任者
- モハメド・エルバラダイ - 国際原子力機関事務局長、ノーベル平和賞受賞
- 馬英九 - 中華民国総統
- 岸田雅雄 - 商法学者、神戸大学名誉教授、元早稲田大学ファイナンス研究センター所長
- 小杉晃 - 弁護士、慶應義塾大学教授
- 佐藤郁美 - 弁護士、公正取引委員会審判官、第二東京弁護士会副会長
- 道あゆみ - 弁護士、早稲田大学教授、日本弁護士連合会事務次長
- 北沢義博 - 弁護士、元大宮法科大学院大学副学長
- 風木淳 - 内閣府宇宙開発戦略推進事務局長[2]